# Ice Box Chamberlain
Elton P. Chamberlain, surnommé Ice Box Chamberlain, est un lanceur de baseball né le 5 novembre 1867 à Buffalo, New York et mort le 22 septembre 1929 à Baltimore, Maryland aux États-Unis. 

## Biographie
Il joue dans deux des Ligues majeures de baseball, l'Association américaine de 1886 à 1891, puis la Ligue nationale de 1892 à 1894 ainsi qu'en 1896.
Il est connu comme l'un des très rares lanceurs ambidextres de l'histoire du baseball. Normalement lanceur droitier, il lança comme gaucher en deux occasions : en 1888 et en 1891.
Le 9 mai 1888 pour les Colonels de Louisville, Chamberlain lance les 7 premières manches comme lanceur droitier, avant de lancer de la main gauche pour les deux dernières manches d'une victoire de 18-6 sur les Cowboys de Kansas City. Il lance une nouvelle fois des deux mains en 1891 lors d'un match joué pour les Athletics de Philadephie.
Selon l'historien du baseball Lee Allen (en), Elton Chamberlain doit son surnom « Ice Box » (« La glacière », en français), à « son calme austère face à l'hostilité de l'ennemi ».
Avec des Browns de Saint-Louis champions de l'Association américaine en 1888, Chamberlain lance un jeu blanc dans une victoire de 3-0 sur les Giants de New York lors du second match des World's Championship Series, la finale qui se voulait une version de ce qui allait éventuellement devenir les Séries mondiales modernes. Les Browns disputèrent cette finale privés du lanceur Nat Hudson et ne disposant que de deux lanceurs partants (Chamberlain et Silver King) pour affronter un trio de partants des Giants menés par le futur membre du Temple de la renommée du baseball, Tim Keefe. Chamberlain, malgré le succès initial dans le deuxième match qui égalait la série, est le lanceur perdant des 4e, 6e et 8e rencontres. Dans cette dernière, qui assure le titre aux Giants, il accorde 11 points sur 12 coups sûrs. Même si New York a gagné 6 matchs sur 8, les propriétaires des deux clubs insistent pour que soit jouée la totalité des 10 matchs prévus. Saint-Louis remporte les deux dernières parties, dont la 10e avec au monticule Chamberlain, qui conclut la finale avec deux gains, trois revers et une moyenne de points mérités de 5,32 en 44 manches lancées.
Ice Box Chamberlain joue 321 matchs en 10 saisons dans les Ligues majeures. Il lance 264 matchs complets (dont 16 blanchissages) sur 301 parties comme lanceur partant. Sa moyenne de points mérités s'élève à 3,57 en 2 521 manches et deux tiers lancées en carrière, et il compte 1 133 retraits sur des prises. Il a remporté 157 victoires contre 120 défaites. Son sommet de victoires en une saison est de 32, contre 15 échecs, au cours d'une saison 1889 de 44 matchs complets pour Saint-Louis. Il mène en 1890 l'Association américaine avec 6 blanchissages au total pour Saint-Louis et Columbus. 
Elton Chamberlain meurt à Baltimore le 22 septembre 1929 des suites d'un cancer du colon, à l'âge de 61 ans.